# IC 3215
IC 3215 ist eine Spiralgalaxie vom Hubble-Typ Sd im Sternbild Coma Berenices am Nordsternhimmel. Sie ist schätzungsweise 45 Millionen Lichtjahre von der Milchstraße entfernt und hat einen Durchmesser von etwa 25.000 Lichtjahren.
Im selben Himmelsareal befinden sich u. a. die Galaxien IC 3203, IC 3205, IC 3206, IC 3219.
Das Objekt wurde am 23. März 1903 vom deutschen Astronomen Max Wolf entdeckt.